# Sarahsville
Sarahsville – wieś w Stanach Zjednoczonych, w stanie Ohio, w hrabstwie Noble.